# インファナル・アフェア 無間序曲
『インファナル・アフェア 無間序曲』（ - むげんじょきょく、原題：無間道Ⅱ、英題：Infernal Affairs II）は、2003年に公開された香港映画。「香港ノワール」の大ヒット作『インファナル・アフェア』の続編作品で前日譚の物語である。
警官としての公務の陰でマフィアへの情報漏洩を図るラウと、身内を欺きマフィアの情報を警察に提供するヤンの数奇な運命と苦悩の日々を描いている。
邦題が劇場公開時などでは上記の通り『インファナル・アフェア 無間序曲』であったが、後に『インファナル・アフェアⅡ 無間序曲』とⅡが追加されている。動画配信サイトなどではⅡが付いた方のタイトルで扱われているが、使われている画像の方はⅡが付いていない古いものが使われている場合がある（DVDやBDなどではⅡが付いたものが使用されている）。

## ストーリー
前作から遡ること11年、1991年の香港。マフィア・サムの部下のラウは警察に潜入する事になるが、その直前にサムの妻であるマリーに組織のボス・クワンの暗殺を依頼される。密かにマリーに心を寄せていたラウはその依頼を受けクワンを暗殺する。
ラウと同時に警察学校に入学したヤンは、クワンの私生児という出自を理由に退学を言い渡される。マフィアの台頭を危惧するウォン警部により、組織への極秘潜入を条件に警官の身分を与えられたヤンは、クワンの後継者で異母兄であるハウの部下として動き始める。

## キャスト
| 役名                       | 俳優                               | 日本語吹替 | 日本語吹替       |
| 役名                       | 俳優                               | ソフト版   | テレビ東京版     |
| -------------------------- | ---------------------------------- | ---------- | ---------------- |
| ウォン・チー・シン警部     | アンソニー・ウォン                 | 石田圭祐   | 磯部勉           |
| ホン・サム                 | エリック・ツァン                   | 後藤哲夫   | 山野史人         |
| ラウ・キン・ミン           | エディソン・チャン                 | 鉄野正豊   | 川島得愛         |
| チャン・ウィン・ヤン       | ショーン・ユー                     | 加瀬康之   | 三木眞一郎       |
| マリー＜サムの妻＞         | カリーナ・ラウ                     | 高島雅羅   | 深見梨加         |
| ンガイ・ハウ               | フランシス・ン                     | 仲野裕     | 田中秀幸         |
| ルク警視                   | フー・ジュン                       | 大川透     | 落合弘治         |
| ツイ・ワイ・キョン         | チャップマン・トウ                 | 永井誠     | 中原茂           |
| ロ・ガイ                   | ロイ・チョン                       | 船木真人   |                  |
| サンスク                   | リウ・カイチー                     | 星野充昭   |                  |
| マリー＜後のラウの妻＞     | チウ・チョンユー                   | 清和祐子   | 登場シーンカット |
| メイ                       | ケリー・フー                       | 宇乃音亜季 | 高橋まゆこ       |
| レオン警視                 | ワン・チー・クン                   | 松永英晃   | 小川真司         |
| イップ警察訓練学校校長     | ヒュイ・カム・ファン               |            | 安井邦彦         |
| クォック・ワー             | アーサー・ウォン                   | 嶋崎伸夫   | 佐藤祐四         |
| ガンジー                   | ヘンリー・フォン                   | 稲葉実     | 松本大           |
| ハクワイ                   | ピーター・ンゴール                 | 松永英晃   | 千田光男         |
| マン・チン                 | テディ・チャン                     | 船木真人   | 西凛太朗         |
| ンガイ・クワン             | チェン・タンチョー                 | ‐          | ‐                |
| ンガイ・イー（ハウの兄）   | アレキサンダー・モン・ワー・チャン | 楠見尚己   | 宇垣秀成         |
| ンガイ・チャン（ハウの弟） | アンドリュー・リン                 | 寺田明正   |                  |
| ハウの姉                   | クララ・ウェイ                     | 中村まり子 | 高島雅羅         |
| ポール                     | Chan Charoenwichai                 | 稲葉実     |                  |
| ナレーション               | ‐                                  | ‐          | 小川真司         |

- ソフト版

その他声の出演：髙階俊嗣
日本語版制作スタッフ：演出：清水洋史、翻訳：小寺陽子、録音・調整：吉本晋、制作：東北新社
- テレビ東京版

その他声の出演：北川勝博、植竹香菜、船木真人、三浦潤也、高橋圭一
日本語版制作スタッフ：演出：蕨南勝之、翻訳：鈴木真理子、台本：平田勝茂、調整：重光秀樹、効果：リレーション、担当：別府憲治（HALF H･P STUDIO）、制作：HALF H･P STUDIO
初放映日：2007年11月15日(木)、テレビ東京『木曜洋画劇場』(21:00-22:54)

## 作品解説
本作ではマフィアに潜入したヤン刑事が殺される以前、どんな経緯でマフィアに潜入したのか。そして警察に潜入した当初のラウ刑事のマフィアのボスであるサムとの関係などを香港返還までの時代を背景に描いている。